# 池田佳代 (タレント)
池田 佳代（いけだ かよ）は、鹿児島県出身の女性ファッションモデル、タレント。

## 来歴
エフエム鹿児島 「feel the μ zic DA!!」のサブパーソナリティー、「合言葉はさくらじま!」など多数の番組でパーソナリティーとして活動する。
エフエム鹿児島にて、2013年7月から「キラカヨSaturday」がスタート。
YouTubeにて「かよ散歩」シリーズを配信している。
2015年12月からは「かごしま ときめきTV」（鹿児島放送）にレギュラー出演。

## 出演

### テレビ
- かごしま ときめきTV（2015年12月 - 、KKB鹿児島放送）
- 薩摩剣士隼人 （鹿児島テレビ放送）[4]

### ラジオ
- エフエム鹿児島
  - 「キラカヨSaturday」[5]
  - 「feel the μ zic DA!!」
  - 「合言葉はさくらじま！」 [6]

### CM
- 迫田 (家具店)
- ベスト電器 - 「年末年始」篇
- 財宝温泉「薩摩明治村」篇
- furnitureoutlet X 「ニュース速報イベント告知」篇
- ERG 「秋の入会キャンペーン2010」篇
- 南国白熊 (ナレーション)
- タイムリー (ナレーション)

### MC
- ミス・ユニバース・ジャパン 2013 鹿児島大会 / MC
- 学校恋活 [7]

### スチル
- 鹿児島県指宿市観光ガイドブック
- マックスインパクター
- 衣装室LES FEELS「ブライダル用パンフレット」
- AHF ヒアルロン酸＆ コラーゲン

### MV
- ARTS

### ファッションショー
- 『城山観光ホテル・ブライダルショー』
- 『ホテル京セラ・ブライダルショー』
- 『ホテル祁答院・ブライダルショー』
- 『マリンパレスかごしま・ブライダルショー』
- 『ホテルさつき苑・ブライダルショー』
- 『ブライダルハウス六本木・ブライダルショー』
- 『山形屋ブライダルサロン』
- 『本場大島紬園遊会』
- 『マナーハウス島津重富荘・ブライダルショー』
- 『エルセルモ鹿児島・ブライダルショー』